# Desmatosuchus
Desmatosuchus ist eine ausgestorbene Gattung der Archosaurier und gehörte zur Ordnung der Aetosauria. Mit einer Länge von 5 m und einer Höhe von 1,5 m war er einer der größten Aetosaurier. Sein Gewicht wird auf 1 t geschätzt. Man fand seine Überreste in den Dockum-Schichten von Neumexiko und Texas (USA).

## Merkmale
Desmatosuchus besaß kleine, blattförmige Zähne, die ihn als Pflanzenfresser ausweisen. Mit seiner stumpfen, nach oben weisenden, schweineähnlichen Schnauze könnte er nach Wurzeln gegraben haben. Der Körper war durch Hautverknöcherungen gut gepanzert. Diese Panzerplatten bedeckten seine gesamte Oberseite und schlossen auch Schwanz und Bauch mit ein. Außerdem besaß Desmatosuchus Dornen, die seitlich aus dem Rücken herausragten und im Bereich der vorderen Schultern bis zu 45 cm lang waren. Diese dornigen Fortsätze boten Desmatosuchus vermutlich zusätzlichen Schutz bei der Verteidigung gegen Räuber, sie könnten aber auch eine Rolle beim Imponierverhalten bzw. allgemein bei der Auseinandersetzung um Reviere oder Paarungspartner gespielt haben.

## Arten
Zwei Spezies sind zurzeit anerkannt: D. spurensis und D. smalli. Desmatosuchus chamaensis wird als eigene Gattung betrachtet, allerdings wird debattiert ob der Name Heliocanthus oder Rioarribasuchus verwendet werden soll.

## In der Populärkultur
Desmatosuchus tauchte in der Dokumentation vom Discovery Channel When Dinosaurs Roamed America auf.